# 朴海晶
朴海晶（1972年7月29日—）是一名韩国女子乒乓球运动员。她在1996年亚特兰大奥运会中，获得女子乒乓球比赛双打铜牌。她也参加了1994年和1998年亚洲运动会。